# 바오로 6세 알현실

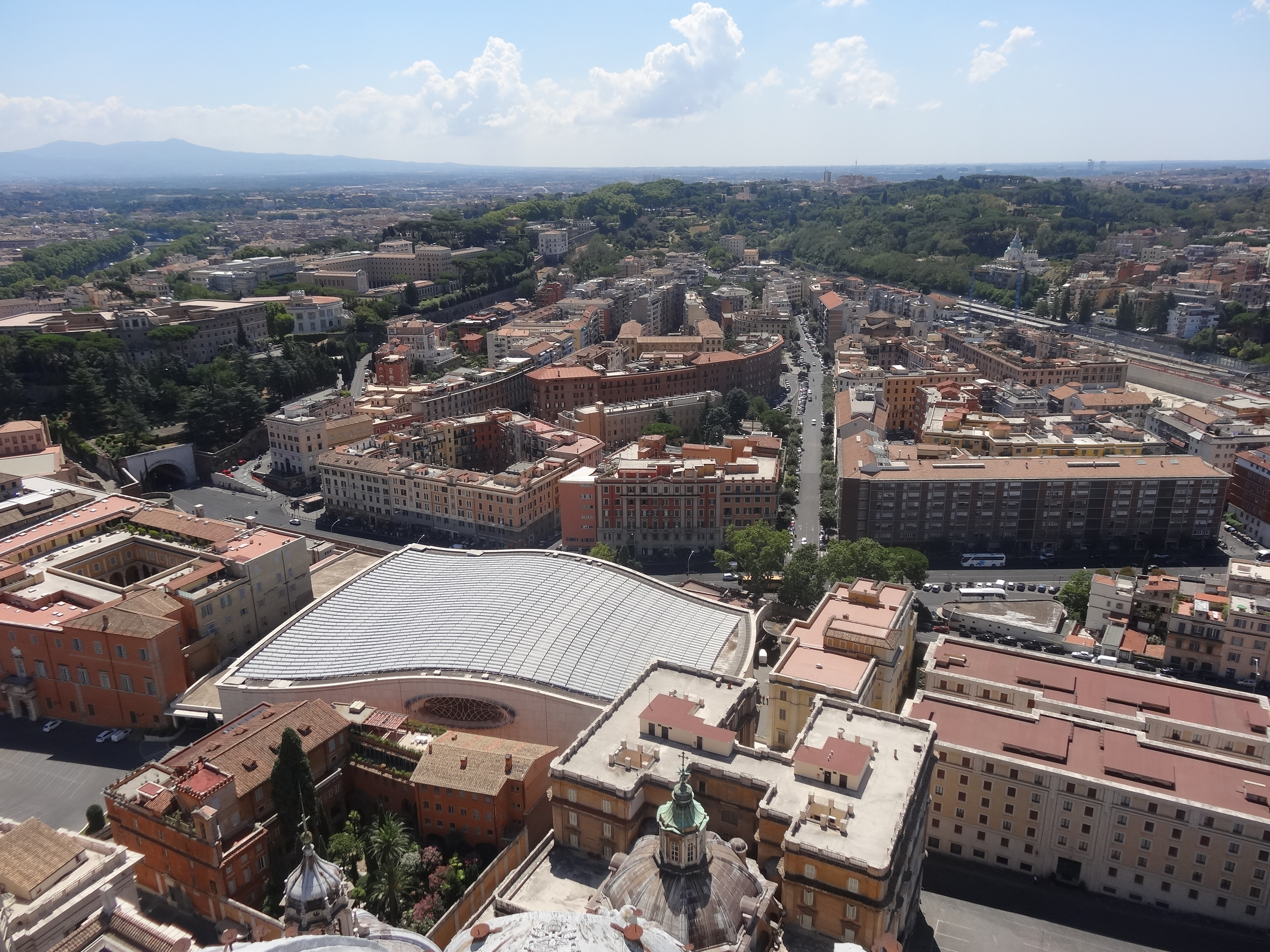
성 베드로 대성전 옥상에서 본 바오로 6세 강당.

바티칸 시국과 이탈리아 국경에 있는 바오로 6세 청중장의 위치(오른쪽 아래 모서리에 선이 교차된 건물).

바오로 6세 알현실은 바티칸 시국에서 수요일 아침마다 시행하는 교황의 일반 알현을 위해 성 베드로 광장 대신 이용하는 건물이다. 건물의 최대 수용력은 6,300명이다. 이탈리아의 건축가 피에르 루이지 네르비가 설계하였으며, 철근 콘크리트로 지어져 1971년에 완공되었다.
알현실에서 사람들의 이목을 끄는 주안점 가운데 하나가 바로 페리클레 파치니 작품의 폭 20미터에 황동과 청동으로 제작한 《그리스도의 부활(La Resurrezione)》 조각상이다.
2007년 5월 25일에 1년 내내 알현실의 냉난방과 조명에 필요한 충분한 양의 전력을 생산하게 될 것으로 알려진 태양열 전지판을 건물의 지붕 전면에 1000개가량 설치하였다. 이 시스템은 솔라월드(SolarWorld)라는 이름의 독일 기업체에서 기증하였으며, 150만 달러의 가치가 있는 것으로 평가된다. 이 시스템은 2008년 11월 26일에 정식으로 전력을 공급하기 시작했으며, 2008 유로 솔라상을 수상하였다.

## 같이 보기
- 교황 바오로 6세